# Krishna Kohli
Krishna Kumari Kohli (ourdou : کرشنا کماری کوہلی ; née le 1er février 1979), également connue sous le surnom de Kishoo Bai, est une femme politique pakistanaise membre du Sénat du Pakistan depuis mars 2018. Elle est la première femme intouchable à occuper ce poste. Elle est connue pour ses campagnes en faveur des droits des femmes et contre la servitude pour dettes. 

## Enfance et éducation
Kohli est née le 1er février 1979 dans une famille pauvre originaire d’un village du Nagarparkar dans le district de Tharparkar. Enfant, Alors qu'elle est en troisième année d'école primaire, sa famille et elle sont détenus pendant trois ans en tant que travailleurs forcés dans les terres d'un propriétaire du district d'Umerkot,. 
En 1994, elle est mariée à l'âge de 16 ans alors qu'elle est encore scolarisée. Bien que venant d'un pays très religieux, son mari soutient son envie de faire des études. Elle poursuit donc ses études après son mariage et obtient en 2013 une maîtrise en sociologie de l'Université du Sind. 
Krishna Kohli maîtrise plusieurs langues, dont le Ourdou, et le Sindhi, et l'Anglais.  
En 2007, elle participe au troisième camp de formation aux droits de l’Homme pour les jeunes organisée par la Human Rights Foundation, à Islamabad, dans le cadre duquel elle étudie le gouvernement pakistanais, les migrations internationales, la planification stratégique et aborde les outils pouvant être utilisés pour créer un changement social.

## Carrière politique
Kohli rejoint le Parti du peuple pakistanais (PPP) en tant que militante sociale pour faire campagne pour les droits des communautés marginalisées dans la région de Thar. Elle fait également campagne pour les droits des femmes, pour l'éducation des filles, contre le travail en servitude et contre le harcèlement sexuel sur le lieu de travail,. En 2018, elle est élue au Sénat du Pakistan en tant que candidate du PPP. Elle prête serment comme sénatrice le 12 mars 2018 dans la tenue traditionnelle des Intouchables et devient ainsi la première femme intouchable hindoue et la deuxième femme hindoue élue au Sénat après Ratna Bhagwandas Chawla (en),. 
En 2018, la BBC la nomme parmi sa liste des 100 femmes les plus influentes.